# Blossom (série de televisão)
Blossom é uma série de televisão norte-americana do gênero comédia criada por Don Reo. Foi muito popular nos Estados Unidos, onde estreou no dia 3 de Janeiro de 1991 na rede americana NBC. Teve 5 temporadas, a última sendo exibida em 1995. Levada ao ar no Brasil em 1997, originalmente pelo Disney Weekend e pelo SBT, que comprou os direitos de exibição, a série alcançou uma grande repercussão no país. 

## O Seriado
No seriado, Blossom (Mayim Bialik) é uma adolescente de 15 anos, muito inteligente e sarcástica, que mora com o seu pai Nick Russo (Ted Wass) e seus irmãos. Ela é a caçula da família Russo e consegue ser brilhante em meio a uma família pouco convencional.
Sua mãe se separou de seu pai, largando tudo para viver sua própria vida e tentar realizar um sonho: obter sucesso como cantora - assim, foi morar em Paris, onde Blossom sonha ir para visitá-la. Nick tenta então reestruturar a família, enquanto atua como músico, ganhando a vida tocando pelos mais diferentes lugares. Blossom tem que compartilhar a atenção do pai com o irmão Joey (Joey Lawrence), que se julga um garoto perfeito, mas que na verdade é nada inteligente e sim um viciado em garotas e em beisebol. Já o irmão Anthony (Michael Stoyanov) é um ex-viciado em drogas que luta para se recuperar.
O seriado foi um dos primeiros a retratar novas estruturas familiares, e contou com participação especial de outros personagens famosos da época como, Alf, o Eteimoso. Blossom contou com um total de 114 episódios, 18 dos quais dirigido por Ted Wass, ator que também interpretou Nick Russo. Um dos episódios dirigidos por Wass foi último da quinta temporada, que decretou o fim do seriado.

## Temporadas

### Primeira Temporada
A primeira temporada da série é marcada pelos conflitos de Blossom (Mayim Bialik) com a chegada da adolescência. Sem poder contar com a ajuda dos homens da casa na solução de problemas tão femininos, ela busca os conselhos maternais que lhe fazem falta na simpática e experiente Agnes e na amiga Six LeMeure (Jenna von Oÿ), uma garota que fala tão depressa que a maioria das pessoas não consegue entendê-la. Diante da situação incômoda, uma simples menstruação acaba se tornando um grande problema.

### Segunda Temporada
Na segunda temporada da série, Buzz Richman (Barnard Hughes), o avô materno dos Russo, entra na série. O personagem foi responsável por grande parte das situações de humor do programa, ao demonstrar sua antipatia pelo genro e agir movido pela sua infinita jovialidade em seus setenta e poucos anos de saúde e bom humor. É nesta temporada que Tony consegue emprego de paramédico e conhece Rhonda Jo, modelo e capa de Playboy, ao salvá-la de um engasgo com osso de galinha.

### Terceira Temporada
Aos dezesseis anos, Blossom começa a namorar Vinnie Bonitardi (David Lascher), um rapaz um ano mais velho que ela e que sempre se torna vítima das implicâncias do pai da moça - isso implica, inclusive, na fuga do casal, evento que marca o início da terceira temporada e não passa de uma noite mal dormida em um hotel de estrada. O relacionamento entre os dois é o tema principal dos episódios produzidos em 1992.

### Quarta Temporada
O início da quarta temporada é marcado pelo episódio Blossom in Paris, longa-metragem de 2 horas (no Brasil, dividido em 4 episódios), que mostra a visita dos três irmãos Russo à mãe, Maddy.

### Quinta (Última) Temporada
Na última fase, Nick casa-se com Carol Russo (Finola Hughes), e a grande atração da temporada passa a ser Kennedy (Courtney Chase), a filha dela, uma garotinha de 4 anos com uma inteligência surpreendente. Nasce Nash, o filho de Anthony e Shelley. Joey se dá muito bem na carreira profissional. E as vidas de Blossom e Six tornam-se um dilema sobre que caminho seguir ou em qual faculdade estudar.

## Elenco

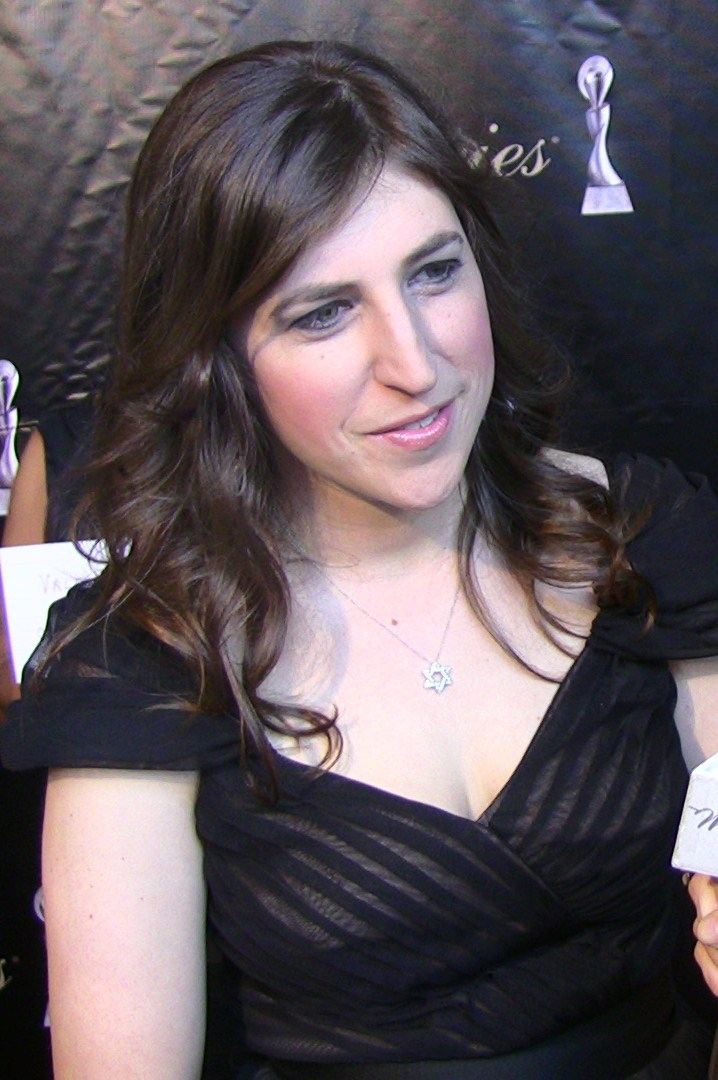
Mayim Bialik atualmente.

- Blossom: interpretada por Mayim Bialik
- Nick Russo: (Pai) interpretado por Ted Wass
- Joey: (Irmão) interpretado por Joey Lawrence
- Anthony: (Irmão) interpretado por Michael Stoyanov
- Six LeMeure: (Melhor Amiga de Blossom) interpretado por Jenna von Oÿ
- Buzz Richman: (Avô Materno) interpretado por Barnard Hughes
- Vinnie Bonitardi: (Namorado de Blossom) interpretado por David Lascher
- Carol Russo: (2ª Esposa de Nick Russo) interpretada por Finola Hughes
- Kennedy: (Filha de Nick Russo e Carol Russo) interpretada por Courtney Chase

### Dubladores brasileiros
Estúdio: Sincrovídeo(1ª-2.06)/ Delart(2.06-5ª) 
- Blossom: Sylvia Salustti
- Nick Russo: Dário de Castro
- Joey: Manolo Rey
- Anthony: Alexandre Moreno
- Six LeMure: Ana Lúcia Menezes
- Buzz Richman: Miguel Rosemberg
- Vinnie Bonitardi: Marcelo Garcia
- Carol Russo: Nádia Carvalho
- Kennedy: Luisa Palomanes

## Exibição
No Brasil, estreou no SBT no dia 15 de setembro de 1997 no horário de 12h. Porém, só ficou durante três semanas no horário e logo foi substituída por O Mundo é dos Jovens. A partir de 16 de março de 1998, a série retornou ao horário de 12h, substituindo Punky, a Levada da Breca. O recorde de audiência da série, segundo dados do IBOPE foi 18 pontos de média em 05 de julho de 1999, de 12h43 às 13h10. A exibição diária na faixa de meio-dia do SBT durou até 22 de julho de 2000, quando a série foi substituída na programação por Um Maluco no Pedaço. A série de Will Smith estreou diariamente em 10 de julho de 2000, sendo exibida junto com a Blossom por duas semanas. Porém, após esse período, Blossom ficou somente aos sábados. 
Após a retirada da série em Fevereiro de 2001, voltou ao ar em Maio de 2002. Até o mês de Agosto, ocupava o horário das 13:00h aos sábados, até que a transmissão foi interrompida pela Propaganda Eleitoral Gratuita. Em 2004, a série começou a ser exibida novamente pelo SBT no horário das 17:30. Todavia, foi retirada do ar novamente e posto, em seu lugar, o seriado Chaves. Voltou ao ar novamente em Junho de 2005 no horário das 05h30 da madrugada, parando de ser exibida em Março de 2006, substituído pelo seriado Clube do Chaves.

## Atualmente
Mayim Bialik: a atriz viu sua carreira alavancar para dar vida à personagem Amy Farrah Fowler, da série The Big Bang Theory. Desde Blossom, que foi ao ar de 1990 a 1995, ela não participava de um trabalho de tanto sucesso, se dedicando apenas à carreira acadêmica (Mayim Bialik é Ph.D em neurociência). Só em TBBT foram quatro indicações ao Emmy.
Ted Wass: desde que terminou seu trabalho em 1995 no seriado Blossom, Wass se aposentou de atuar e se concentrou apenas em dirigir para a televisão de modo ocasional. 
Joey Lawrence: apareceu no seriado Melissa and Joey, que encerrou em agosto de 2015; posteriormente, também deu vida ao hacker Aaron Wright em parte das temporadas 8 e 9 do remake de Hawaii Five-0 (2018 e 2019).